# Baikal-Helmkraut
Das Baikal-Helmkraut (Scutellaria baicalensis, chinesisch huang qin, japanisch kogane-bana, koreanisch hwang-geum) ist eine Pflanzenart in der Familie der Lippenblütler (Lamiaceae). Sie wird in der traditionellen chinesischen Medizin als Heilpflanze eingesetzt.

## Beschreibung

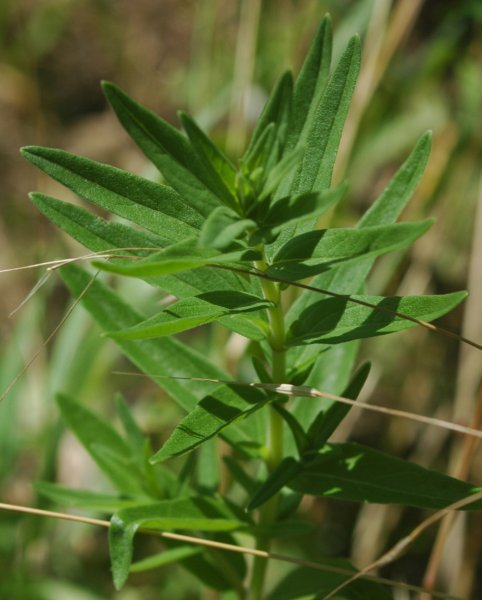
Gegenständig am Stängel angeordnete Laubblätter

### Vegetative Merkmale
Das Baikal-Helmkraut wächst als ausdauernde krautige Pflanze. Die aufsteigenden bis aufrechten Sprosse erreichen eine Wuchshöhe von meist 35 bis 85, maximal bis 120 Zentimeter. Sie entspringen einem verzweigten, fleischigen Rhizom von etwa 2 bis 3 Zentimeter Durchmesser. Die Sprosse entspringen einzeln und sind reich verzweigt. Die gegenständigen Laubblätter sind fast sitzend (kurz gestielt mit einem bis zu 2 Millimeter langen Blattstiel), die oberen sitzend. Sie sind ganzrandig, im Umriss lanzettlich bis linear-lanzettlich mit stumpfem Apex, mit einer Länge von 1,5 bis 4,5 Zentimeter. Ihre Unterseite ist meist spärlich behaart und außerdem dicht mit eingesenkten Drüsen bedeckt.

### Generative Merkmale
Die Blütenstände bilden an den Enden der Triebe jeweils eine dichtblütige, einseitswendige endständige Rispe von etwa 6 bis 7 bis zu 10 bis 15 Zentimeter Länge. Jede Blüte besitzt ein Tragblatt, deren untere den Stängelblättern ähneln, sie werden zur Spitze hin graduell kleiner, die oberen nur noch 4 bis 11 Millimeter lang. Die Einzelblüten sind kurz (etwa 3 mm lang) gestielt. Der zweilippige, weich behaarte Kelch erreicht etwa 4 Millimeter Länge. Der für die Gattung namensgebende „Helm“ (Scutellum) erreicht zur Blütezeit etwa 1,5 Millimeter Höhe, er ist zur Fruchtzeit vergrößert. Die zweilippige Blütenkrone ist blau, blauviolett bis purpurn gefärbt, sie erreicht etwa 2 bis 3 Zentimeter Länge. Die Unterlippe der Blüte ist dreilappig, mit größerem Mittellappen, die Blütenröhre nahe der Basis markant gebogen. Sie ist auf der Innenseite weichhaarig, außen drüsenhaarig.
Blütezeit des Baikal-Helmkrauts ist von Juli bis August.

### Chromosomenzahl
Die Chromosomenzahl beträgt 2n = 32.

## Vorkommen
Das Baikal-Helmkraut kommt im nördlichen Ostasien vor. Es wächst in Russland in Südost-Sibirien, im Nordosten der Mongolei, im Norden Koreas. In China wächst es im Nordosten, in  Gansu, Hebei, Heilongjiang, Henan, Hubei, Jiangsu, Liaoning, Nei Mongol, Shaanxi, Shandong und Shanxi. Es wurde nach Japan und in den Süden Koreas im 18. Jahrhundert als Heil- und Zierpflanze eingeführt.
Die Art besiedelt Grasfluren, Steppen, Kulturland, lichte Eichenwälder, in China bis 2000 Meter Meereshöhe.

## Inhaltsstoffe
Das Baikal-Helmkraut enthält Scutellarin, Baicalin, Wogonosid, Oroxylin, ätherische Öle, Gerbstoffe und Harze.

## Nutzung
Das Baikal-Helmkraut gehört zu den meistgesammelten Heilpflanzen für die Verwendung in der traditionellen chinesischen Medizin. Genutzt wird ein wässriger Extrakt (Dekokt) aus den Wurzeln (und Rhizomen). Er wird eingesetzt bei Infektionskrankheiten, Rheuma, Arrhythmie, Bluthochdruck, Lungenentzündung und Tuberkulose.

### Pharmakologie
Baikal-Helmkraut wirkt antiallergen, entzündungshemmend und antibakteriell. Untersuchungen haben ergeben, dass Wogonin, ein Wirkstoff des Baikal-Helmkrauts, die Apoptose in Krebszellen auslöst, gesunde Zellen aber völlig unbehelligt bleiben. Forschungen der Medizinischen Universität Wien aus dem Jahr 2011 bestätigen dies. Für den Inhaltsstoff Baicalin konnten im Tierversuch progesteronfördernde und antiabortive Wirkungen beschrieben werden.

## Taxonomie und Systematik
Die Art wurde durch den Apotheker, Botaniker und Forschungsreisenden Johann Gottlieb Georgi 1775 in seinem Werk Bemerkungen einer Reise im Russischen Reich im Jahre 1772 erstbeschrieben. Synonyme sind Scutellaria lanceolaria Miquel und Scutellaria macrantha Fischer. Bei der Revision der Gattung stellte sie Alan Paton 1990 in die Scutellaria strigillosa-Artengruppe, Sektion Scutellaria, Untergattung Scutellaria. Der Botaniker Arthur Hamilton hatte sie vorher in eine Sektion Galericulata eingeordnet. Die Einteilung Patons gilt für die chinesische Flora aufgrund unzureichender Taxonabdeckung als nicht sinnvoll verwendbar, bei einer genetischen Untersuchung 2017 konnte die Artengruppe nicht reproduziert werden.